# Вартанов, Юрий Павлович
Юрий Павлович Вартанов (род. 10 апреля 1950) — российский гебраист и семитолог, преподаватель СПбГУ.
Окончил Ленинградский государственный университет, а также Высшие библиотечные курсы при РНБ. Кандидат филологических наук. С 1980 до 2017 работал в Российской национальной библиотеке, последние годы — заведующим ОЛСАА (Отдел литературы стран Азии и Африки). Член общества «Санкт-Петербург — Израиль».
Область научных интересов — семитология, гебраистика, библеистика.

## Публикации
Всего более 30 публикаций, наиболее значимые:
- Происхождение семитских названий металлов // Древний Восток, Ереван, № 4, 1983. С.83-98
- Из истории крупнейших еврейских типографий г. Вильны второй половины XIX в.: Типография-издательство Ромм / Исторические судьбы евреев в России и СССР: Начало диалога: Сб. статей // Отв. ред. И. Крупник. М.,1992. С. 223 −231. (Сер. Нов. евр. биб-ка; № 1)
- Труды по семитскому языкознанию в библиотеке акад. И. Ю. Крачковского // Вост. сб., № 5. СПб, 1993. С. 12-36.
- Еврейские палеотипы Российской национальной библиотеки: Науч. описание. СПб, 1996. 166 с.
- Кн. Исхода, кн. Иисуса Навина (Пер. с древнеевр.) // Ю.Вартанов, А.Островский. Библейская метаистория: Семиотика чисел в Еврейской Библии. New York: Edwin Mellen Press, 2000. С. 481—648.
- Книга Судей Израилевых (Шофетим) История Шимшона (Гл. 13-16) / Пер. с иврита Ю. П. Вартанова; Вступ. ст. А. Б. Островского // Восток=Oriens, Спб, 2002, № 4. С. 115—125 [собств. пер. и примеч. — с.119-125].
- Сравнительные грамматики и словари семитских языков Библии в Европе XVI в. // «Bibliotheca Biblica», СПб, 2008. С.